# Мамчур Теодор
Теодо́р Ма́мчур (* 1895 с. Закомар'я, Буський район, Львівська область — † після 1965, Філадельфія, США) — український військовик, старшина УСС, офіцер Армії УНР та дивізії «Галичина».

## Життєпис

Старшини УСС: Софія Галечко, Теодор Мамчур, Зенон Носковський, Павло Семирозум, Роман Дудинський та чех Здіславський

Народився 1895 року в Галичині — в Закомар'ю Золочівського повіту (тепер Буський район Львівської області).
У Першій світовій війні — офіцер Легіону Українських січових стрільців, військовополонений в Росії.
За доби УНР — офіцер Осадного корпусу січових стрільців у Києві, ад'ютант полковника Андрія Мельника.
Після визвольної боротьби здобув у Галичині диплом ветеринарного лікаря.
Від 1943 року — офіцер Української дивізії «Галичина», в складі якої брав участь у боях під Бродами. Потрапив у радянський полон, з якого був звільнений на початку 1950-х років.
Працював ветеринаром у Польщі, звідки прибув до США, де жила його дочка. Уряд УНР на вигнанні підвищив його до рангу полковника.
28 листопада 1965 брав участь у церемонії вшанування пам'яти Андрія Мельника у Філадельфії.
Помер у Філадельфії, похований на українському католицькому цвинтарі Фокс Чейз там же.